# Parholmarna, Nagu
Parholmarna är en ö nära Ängsö i Nagu,  Finland. Den ligger i Skärgårdshavet i Pargas stad i den ekonomiska regionen  Åboland i landskapet Egentliga Finland, i den sydvästra delen av landet. Ön ligger omkring 1 kilometer söder om Ängsö, 14 kilometer sydväst om Nagu kyrka, 48 kilometer sydväst om Åbo och omkring 180 kilometer väster om Helsingfors. Närmaste allmänna förbindelse är förbindelsebryggan vid Ängsö som trafikeras av M/S Cheri.
Öns area är 1,4 hektar och dess största längd är 200 meter i öst-västlig riktning.